# Тиндаріон
Тиндаріон — давньогрецький тиран сицилійського міста Тавроменій (на східному узбережжі острова між Мессеною та Катаною).
Після смерті у 288 р. до н. е. сиракузького тирана Агафокла, який був гегемоном грецької частини Сицилії, його колишні володіння опинились в руках кількох нових правителів. Зокрема, у Тавроменії прийшов до влади Тиндаріон (точна дата та обставини цього наразі невідомі).
У 278 р. до н. е. карфагеняни скористались боротьбою за Сиракузи між двома тиранами та узялись за облогу цього найбільшого міста Сицилії. Сиракузяни звернулись за допомогою до епірського царя Пірра, котрий якраз перебував в Італії у зв'язку зі своєю війною проти римлян. Карфагеняни розраховували завадити переправі Пірра за допомогою мамертинців, які тримали під контролем Мессану та, відповідно, могли контролювати рух через вузьку протоку між материком та Сицилією. У цих умовах сприяння Пірру надав Тиндаріон, котрий послав йому на зустріч до Локрів (місто на півдні Калабрії, де епірець зупинився перед відправкою до Сицилії) своїх воїнів.
Про подальшу долю Тиндаріона нічого невідомо.